# Paradigalla
Paradigalla Lesson, 1835 è un genere di uccelli passeriformi della famiglia Paradisaeidae.

## Descrizione
Le due specie di paradigalla sono uccelli dimensioni medio-piccole (23-37 cm), dall'aspetto che ricorda quello di un merlo, con piumaggio nero, coda cuneiforme e piuttosto lunga nella paradigalla maggiore, mentre nella paradigalla minore essa è corta e squadrata. alla base del becco sono presenti in ambedue i sessi delle caruncole nude e di colore brillante, caratteristiche del genere: a differenza della maggior parte degli altri paradiseidi, le paradigalle presentano dimorfismo sessuale molto poco pronunciato.

## Distribuzione e habitat
Le paradigalle sono uccelli abitatori della foresta pluviale montana della Nuova Guinea: la specie maggiore è endemica dei monti Arfak, nel nord-ovest dell'isola, mentre la specie minore è diffusa nelle catene montuose centrali dei monti Maoke e dei monti Bismarck.

## Biologia
Questi uccelli sono molto schivi e anche in virtù dell'habitat vergine e impervio da essi abitato sono probabilmente i meno conosciuti fra i paradiseidi: essi vivono da soli o in coppie e si nutrono di frutta matura e piccoli invertebrati. A lungo ritenute monogame come osservabile in altri uccelli del paradiso più basali (come le manucodie e il corvo del paradiso), in realtà ultimamente ha preso piede l'idea che le paradigalle mostrino poliginia.

## Tassonomia
Se ne conoscono due specie:
- Paradigalla carunculata Lesson, 1835 - Paradigalla maggiore;
- Paradigalla brevicauda Rothschild & Hartert, 1911 - Paradigalla minore;

Nell'ambito della famiglia Paradisaeidae, le paradigalle si mostrano piuttosto vicine alle astrapie e agli uccelli del paradiso dal becco a falce del genere Epimachus, coi quali vanno a formare un clade.
Il nome scientifico di questi uccelli deriva dal portmanteau delle parole Paradisaea e Gallus, in riferimento sia all'evidente parentela con gli altri uccelli del paradiso che alla presenza di caruncole colorate che ricordarono agli scopritori di questi uccelli i bargigli dei galli.